# Nellie Oleson
Nellie Oleson er en fiktiv person i Laura Ingalls Wilders bøger om Det Lille Hus på Prærien. Nellie var en velhavende pige med lyst krøllet hår og bar altid moderigtige kjoler. Hun var tit ond mod andre, også hendes egen lillebror. 

## Historiske begivenheder
Den fiktive Nellie Oleson er en sammensat karakter, baseret på flere piger fra Laura Ingalls' barndom. De fleste ting Nellie gør i bøgerne, og på fjernsyn, er stærkt overdrevne og pigerne fra Ingalls' skoletid har ikke nødvendigvis gjort det samme 

### Nellie Owens
Den virkelige Nellie Owens var en pige på omtrent samme alder som Laura og havde en lillebror kaldet Willie - ligesom Nellie Oleson i bøgerne. Hendes forældre, William og Margaret Owens (omdøbt Nels og Harriet Oleson i tv-serien, kaldet "Mr. og Mrs Oleson" i bøgerne), driver, som Laura beskriver, den lokale købmandsbutik i Walnut Grove. Nellie Owens lægger grundlaget for Nellie Oleson i bogen Det Lille Hus ved Floden. Senere i sit liv, flytter Owens til Californien og derefter videre til Oregon, hvor hun blev gift med Henry Kirry og fik tre børn, Zola, Lloyd, og Leslie. Hendes bror Willie kom efter et uheld med fyrværkeri på en blindeskole, blev gift, og fik også tre børn. Der syntes ikke at være nogen tegn på, at Laura har set Nellie Owens igen, efter at Lauras familie forlod Walnut Grove i 1879.
Nellie Owens døde i 1949.

### Genevieve Masters
Den anden pige, Genevieve Masters, var en af Lauras tidligere læreres forkælede datter. Genevieve havde smukt skræddersyet tøj og havde udslået blondt hår (krøller), ligesom "Nellie Oleson" havde. Genevieve var oprindeligt fra New York og pralede meget af byen. Med sin overlegne holdning, var Genevieve langt grovere end Nellie Owens havde været, og Laura og Genevieve blev stærke rivaler, både fagligt og socialt. Gennies familie flyttede til De Smet ikke længe efter Ingalls-familien, mens Owens' familie ikke flyttede. Derfor er "Nellien" i Den Lille By på Prærien Genevieve Masters. I hendes "Letter to Children" skrevet sent i hendes liv (en slags brev til de hundredvis af børn, der havde skrevet til hende hver måned), skriver Laura, at "Nellie Oleson... flyttede tilbage til Østkysten, og levede ikke ret længe" . Hun henviste tydeligvis til Genevieve Masters i dette brev. Gennie døde af lungebetændelse i 1909. Hun havde en datter.

### Stella Gilbert
Den tredje pige, Stella Gilbert, var en fattig pige, som boede på en gård, nord for Ingalls i De Smet. Selv om hun var fattig, var hun efter sigende meget attraktiv og var interesseret i Almanzo Wilder. Hun overbeviste ham om at tage hende med på flere køreture, som det bliver beskrevet i De Glade Gyldne År. Almanzo, som ikke var klar over konflikten mellem Stella og Laura, fik til sidst kendskab til Stellas frygt for heste (som skuffede ham meget). Desuden gav Laura til sidst Almanzo et ultimatum om Stella og Almanzos ture med Stella stoppede. Dette var sidste gang en "Nellie Oleson" optrådte i bøgerne. 
Stellas ældre bror var Dave Gilbert, den modige unge mand (han var 17 på det tidspunkt), der tog den meget risikable ridetur til Lake Preston, Dakota-territoriet på hesteryg, for at levere den udgående post og bringe den indgående post med hjem, som det bliver beskrevet af Laura i Den Lange Vinter. 
Stella døde i 1944. Hun blev 80 år gammel.

## Den skønlitterære Nellie Oleson

### Det Lille Hus på Prærien-bøgerne
Nellie Oleson var med i tre af bøgerne skrevet af Laura Ingalls Wilder (Det Lille Hus ved Floden, Den Lille By på Prærien og De Glade, Gyldne År).

### Det Lille Hus på Prærien-tv-serien
Det Lille Hus-bøgerne blev senere lavet til en langvarig tv-serie. Spillet af skuespiller Alison Arngrim, var Nellie Oleson var en manipulerende, vittig, skraptunget karakter i NBCs tv-show, Det Lille Hus på Prærien. Hendes forældre, Nels og Harriet Oleson, ejede købmandsbutikken i den lille by Walnut Grove, under borgerkrigen i Minnesota.
Tidligt i serien, lignede Nellie meget hendes modsatte karakter fra bøgerne – hovedsagelig portrætteret i Det Lille Hus ved Floden. Hun havde langt, yndigt, krøllet hår, optrådte meget sippet og forkælet – og nedenunder, havde hun en ond og manipulerende personlighed. Nellie opførte sig dog kun efter det forbillede hendes mor, Harriet (spillet af Katherine MacGregor), satte for dagen, mens hendes far Nels (spillet af Richard Bull) ofte havde tendens til at modsige sine to børn og havde meget lidt forståelse og tolerance overfor Nellies ofte grusomme numre. Nels og Harriet skændes ofte om opdragelsen af både Nellie og Willie; Harriets selvsikkerhed gjorde ofte, at hun vandt, selv om Nellie ikke altid fik lov til at slippe af sted med sin opførsel. For eksempel i den episode, der hedder "The Cheaters" ("Snyderne"), konstaterer Mrs. Oleson, Nellie har snydt og Mrs. Oleson begynder at slå Nellie med sin jakke. 
Arngrims karakter voksede i betydning i løbet af serien (og det gjorde hele familien Olesons roller), så hun har tjent som den perfekte modstander til den ærlige, drengede Laura Ingalls, der blev spillet af Melissa Gilbert. Nellie og Laura havde op- og nedture i deres skoleår, der til tider også blev til stridigheder mellem de to pigers mødre, Harriet og Caroline Ingalls (Karen Grassle). 
Efter sin eksamen giver Harriet Oleson Nellie en restaurant med tilhørende hotel. Først viser Nellie stor inkompetence i den gæstfrie virksomhed. Til sidst hyrer Nels og Harriet Percival Dalton (spillet af Steve Tracy) til at hjælpe Nellie med at lære at lave mad og køre restauranten. I løbet af denne tid begynder Nellie at blive en anstændig og moden voksen kvinde – takket være Percivals arbejde med hende og Nels' værdier overfor Harriets – og bliver til sidst forelsket i Percival. De bliver til sidst gift og Nellie føder to børn - tvillingerne Benjamin og Jennifer. Nellie ender med at blive nære venner med Laura i hendes voksne år og Laura var til stede ved hendes bryllup. Før Nellie tager af sted på sin bryllupsrejse, smider hun buketten til Laura. Og i episoden "Come Let us Reason Together", hjælper Lauras mor, Caroline, Nellie med at bringe hendes tvillinger til verden. 
Arngrim forlod serien i slutningen af den syvende sæson. Nellies afgang bliver forklaret ved, at hun flytter med Percival og deres børn til New York for at drive familiens virksomhed, da Percivals far er syg; flytningen bliver permanent, da Percivals far dør. Efter Nellies flytning bliver permanent, adopterer Olesons en datter, ved navn Nancy (spillet af Allison Balson), der har en slående lighed med Nellie, selvom hun var langt grovere og ondere end Nellie. Nellie, der beholder sin behagelige personlighed, ses igen i sine senere år. I niende sæson møder hun Nancy, der kort tid før løb væk hjemmefra, da hun (fejlagtigt) troede, at hendes adoptivforældre elskede Nellie mere end hende. 
I forhold til bogen Ved Floden, var Nellie Oleson en langt mere fremtrædende karakter i serien. Ligeledes, og i de bøger, hvor Nellie og hendes familiemedlemmer kun er meget ubetydelige karaktere, ender Oleson'erne med at blive meget betydelige karakterer i serien og flere episoder handler næsten udelukkende om Nellie og/eller hendes familie. I sidste ende viser den "skurkagtige duo" som er moderen Harriet og datteren Nellie sig at være meget populær blandt seerne for deres ofte onde, men humoristiske, fjollerier. 
Serien kører stadig dagligt i hele USA, såvel som i mange andre lande, deriblandt Danmark, og serien har fortsat et populært følge, og karakteren Nellie, som blev portrætteret af Alison Arngrim, er blevet et slags kulturelt ikon.

### Beyond the Prairie: The True Story of Laura Ingalls Wilder
Selv om Nellie ikke optræder denne film, ej heller efterfølgeren Beyond the Prairie, Part 2: The True Story of Laura Ingalls Wilder, er der en karakter ved navn Patsy Robbins (spillet af Jenny Dare Paulin) i den første film, der klart henviser til Nellie.

## Kulturel indflydelse
Sketch-gruppen The Nellie Olesons tog deres navn efter denne karakter.